# شلال بيران
شلال بيران أو (ريجاب) هو أحد أعلى الشلالات في إيران والبالغ ارتفاعه 180 متراً، والذي يقع في مدينة كرمانشاه بغرب الجمهورية الإسلامية الإيرانية ويُعتبَر هذا الشلال أحد أجمل المعالم الطبيعية لهذه المدينة. ويتألف من ثلاثة طوابق، الطابقان العلويان هما أكثر ارتفاعاً من الطابق السُفلي، ويكون الطابق العلوي مختبئاً بين الأشجار ولايمكن رؤيته من الأعلى، ويبلغ اختلاف الارتفاع بين أعلى نقطة وأوطأ نقطة حوالى 180 متراً ولهذا يُعتبَر هذا الشلال أعلى الشلالات الإيرانية. وهناك في أسفل الشلال قرية بنفس الاسم أي (بيران) ووادٍ أخضر جميل تنتشر فيه بساتين التين والمشمش والرمان ويكتسب نظارته وخضاره من الماء الوفير المنساب من الشلال والذي منبعه الرئيسي هو منطقة (ريجاب). وتتميز قرية بيران بنسيجها السكاني المتمركز، كما أن النهر الذي يجري بين أزقة وحارات القرية التي تنتشر فيها أشجار الصنار التبريزي والجوز والمحيطة بها من كل مكان تضفي منظراً غاية في الجمال على القرية.

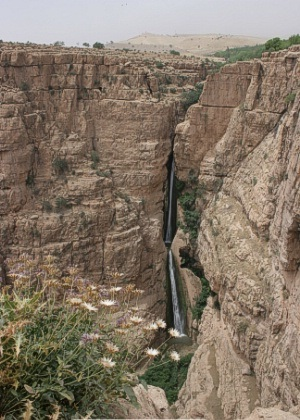
شلال بيران والبالغ ارتفاعه 180 متر

## الموقع
يقع شلال بيران الشاهق الارتفاع والتي تنهمر مياهه من قلب الجبال والصخور لتُشَّكِل أحد أجمل المعالم الطبيعية في قرية (شالان) التابعة لمنطقة (سربل ذهاب) على بعد 110 كيلومترات إلى الجنوب الغربي من مدينة كرمانشاه (غربي إيران) حيث يجتذب السياح في مختلف فصول السنة. كما وتقع قرية بيران بالقرب من اسفل الشلال وبسب ارتفاع الشلال فالوصول الی اعلاه يمکن عن طريق آخر. وهذا عبر قرية «جاکله» في منطقة «ريجاب».

## الطرق المؤدية إلى الشلال
حول طرق الوصول لهذا الشلال يقول قائمقام قضاء سربل ذهاب بأن هناك طريقين أولهما هو طريق قرية (بيران) التي تَبعُد مسافة 10 كيلومترات عن سربل ذهاب، وهذا الطريق يقود عشاق الطبيعة إلى قاعدة الشلال. أما الطريق الآخر فهو عبر قرية (جالكه) في منطقة ريجاب.

## مكانة الشلال السياحية
ان شلال بيران يُعتبَر شلالاً شاهق الارتفاع، وتنهمر مياهه من قلب الجبال والصخور، مما يشكل واحدةً من المعالم الطبيعية الجميلة، لذلك فهو مقصداً للسياح طوال العام. بالإضافة إلى ذلك فإن هناك عدداً من الشلالات الجميلة الأخرى بالقرب من شلال بيران، هذا إلى جانب غابات بأشجار كثيفة ومرتفعة ومتشابكة الأغصان من الصنار التبريزي والجوز، كل ذلك ساعد على توفير أجواء مناسبة لقضاء إجازة ربيعية ممتعة والتمتع بجمال الطبيعة والقيام برحلة للإستجمام في أحضان هذه الطبيعة الساحرة.